# Vidikovac Gračina
Vidikovac Gračina se nalazi na prostoru općine Tisno, između mjesta Ivinj i mjesta Tisno. Vidikovac se nalazi na 113 metara nadmorske visine i s njega se pruža pogled na Tisno, Pirovac i Vransko jezero, odnosno na otok Murter i Kornate. Na vidikovcu se nalazi i tv odašiljač.